# Flodaigh
Flodaigh, auch Floday, ist eine schottische Insel der Äußeren Hebriden. Sie liegt in der gleichnamigen Council Area und war historisch Teil der traditionellen Grafschaft Ross-shire beziehungsweise der Verwaltungsgrafschaft Ross and Cromarty.

## Geographie
In der Bucht Loch Roag vor der Insel Lewis existieren zwei Inseln namens Flodaigh. Die hier beschriebene Insel ist nur durch eine knapp 60 Meter breite Wasserstraße von der Insel Lewis getrennt. Sie liegt im westlichen Arm von Loch Roag gegenüber der Siedlung Carishader. Die vor Great Bernera gelegenen Inseln Vuia Beg und Vuia Mor befinden sich etwa einen Kilometer östlich beziehungsweise zwei Kilometer nordöstlich.
Die Insel weist eine maximale Länge von 1,1 Kilometern bei einer Breite von 700 Metern auf. Sie nimmt eine Fläche von 39 Hektar ein. Ihre höchste Erhebung ragt 48 Meter über den Meeresspiegel auf.

## Geschichte
Das heute unbewohnte Flodaigh war einst besiedelt, wovon heute noch verschiedene Ruinen zeugen. Im Zuge der Highland Clearances wurden die Bewohner Flodaighs bis 1827 vertrieben, um die Insel als Weideland für Schafe zu nutzen. Verantwortlich waren vermutlich die auf der Seaforth Lodge residierenden Nachfahren der Earls of Seaforth, die über Lewis herrschten.
Heute wird um Flodaigh Fischzucht betrieben.